# Trichomanes roraimense
Trichomanes roraimense là một loài thực vật có mạch trong họ Hymenophyllaceae. Loài này được Jenman miêu tả khoa học đầu tiên năm 1896.